# Shell (Ecuador)
Shell ist eine Kleinstadt und eine Parroquia rural („ländliches Kirchspiel“) im Kanton Mera der ecuadorianischen Provinz Pastaza. Die Parroquia besitzt eine Fläche von 34,13 km². Die Einwohnerzahl lag im Jahr 2010 bei 8752.

## Lage
Die Parroquia Shell liegt in der vorandinen Zone am Rande des Amazonasbeckens. Das Gebiet liegt in Höhen zwischen 990 m und 1400 m. Die Parroquia befindet sich am linken Flussufer des Río Pastaza. Der Río Pindo Grande, ein rechter Nebenfluss des Río Puyo, durchquert das Verwaltungsgebiet anfangs in südöstlicher, später in östlicher Richtung. Der etwa 1050 m hoch gelegene Hauptort befindet sich 7 km südöstlich vom Kantonshauptort Mera sowie 7 km westlich vom Stadtzentrum der Provinzhauptstadt Puyo. Die Fernstraße E30 (Baños–Puyo) führt an Shell vorbei. Im Süden befindet sich der Flughafen Río Amazonas.
Die Parroquia Shell grenzt im Nordwesten und im Norden an die Parroquia Mera, im Nordosten und im Osten an die Parroquia Puyo (Kanton Pastaza), im äußersten Südosten an die Parroquia Tarqui (ebenfalls im Kanton Pastaza), im Süden an die Parroquia Madre Tierra sowie im Südwesten an die Provinz Morona Santiago mit der Parroquia Cumandá (Kanton Palora).

## Orte und Siedlungen
In der Parroquia Shell gibt es folgende Barrios: Lindo, Central, Moravia, Lindo Zulay, Diez de Noviembre, Cuatro de Julio, San Antonio, San Luis, Sacha Runa, La Ciudadela Joslanka, Camilo Gallegos Domínguez, La Ciudadela Luz Adriana und La Montana. Daneben gibt es die Caseríos Moravia, Zulay und Bellavista.

## Geschichte
Das Mineralöl-Unternehmen Royal Dutch Shell erhielt 1937 die Konzession für die Erschließung der Erdölvorkommen der Region. In der Folge wurde eine Arbeitersiedlung (campamento) errichtet, im Jahr 1939 der Flugplatz sowie 1945 die Straße nach Baños fertig gestellt. Am 29. Dezember 1966 wurde die Parroquia Shell im Kanton Pastaza gegründet. Namensgeber war der Konzern Shell. Am 11. April 1967 wurde die Parroquia Teil des neu geschaffenen Kantons Mera.